# Królewskie Muzeum Afryki Środkowej
Królewskie Muzeum Afryki Środkowej – etnograficzno-przyrodnicze muzeum mieszczące się w Tervuren, w belgijskiej prowincji Brabancja Flamandzka. Utworzone zostało w 1898. Wywodzi się z ekspozycji mającej promować Wolne Państwo Kongo Leopolda II Koburga podczas wystawy światowej w Brukseli w 1897.

## Historia
Po raz pierwszy Wolne Państwo Kongo we władaniu Leopolda II Koburga przedstawiono podczas wystawy światowej w Brukseli w 1897. Zbiory miały zainteresować szerszą publiczność ludźmi i zwierzętami zamieszkującymi tamte rejony (dzisiejsza Demokratyczna Republika Konga). Ówczesną dumę Belgów zaprezentowano w sposób typowy dla wystaw kolonialnych w innych krajach. W pawilonach ekspozycji zobaczyć można było eksponaty przyrodnicze, geologiczne i etnograficzne, a nad parkowymi stawami zorganizowano ludzkie zoo z trzema wioskami i 65 mieszkańcami. Kolonialną wystawę w Tervuren odwiedziło ponad milion zwiedzających.
Następnie zbiory zaczęto przekształcać w muzeum. Architektem budynku, otwartego w 1910, był Charles Girault. Muzeum kilkukrotnie zmieniało nazwy – między 1898 a 1910 nazywało się Muzeum Konga, od 1910 do 1952 – Muzeum Konga Belgijskiego, w latach 1952-1960 funkcjonowało jako Królewskie Muzeum Konga Belgijskiego, by wreszcie w 1960 ustalić nazwę jako Królewskie Muzeum Afryki Środkowej. Inauguracja nowego gmachu miała miejsce 30 kwietnia 1910. Układ pomieszczeń był typowy dla podobnym muzeów – zwiedzający trafiali kolejno na eksponaty zoologiczne, następnie archeologiczne, później zaś etnograficzne.
W 2002 roku ówczesny dyrektor muzeum, Guido Gryseels, określił placówkę jako reliktową. Było to wówczas jedyne kolonialne muzeum, które pozostawało niezmienione od czasu powstania. Murat Aydemir, jeden z badaczy pracujących dla muzeum, uznał placówkę za reprezentujące kolonializm jako rzecz obecną, bowiem klasyfikacja i przeznaczone dla zwiedzających opisy eksponatów nie traktowały ich jako rzeczy minionych. Zmiany w ekspozycjach zaczęto wprowadzać w 2002. Pod koniec 2013 muzeum zamknięto do renowacji; decyzję o jej podjęciu podpisano 31 maja 2013. 1 grudnia 2013 zamknięto muzeum dla zwiedzających. Ponowne otwarcie zaplanowano na czerwiec 2018.

## Ekspozycje
W 2002 oceniono, że ekspozycja stała była wówczas niemal niezmienna względem stanu z lat 60. XX wieku. Jednym z elementów wystawy stałej była trasa historyczna, gdzie na cyfrowych urządzeniach zamontowanych na specjalnych, czerwonych meblach zwiedzający mogli zapoznać się z archiwalnymi materiałami. W listopadzie 2002 roku otworzono halę Live Science, gdzie prezentowano eksponaty związane z rozwojem nauki. Pierwszą tymczasową ekspozycją tej hali było One million legs?, ukazujące historię badań nad afrykańskimi dwuparcami (Diplopoda). Na początku prac renowacyjnych w 2013 w trzytygodniowym okresie z hal ekspozycyjnych przeniesiono 1460 eksponatów etnograficznych i instrumentów, dodatkowo 200 z sekcji o historii kolonii i 112 z sekcji poświęconej rzece Kongo. Rozmontowano 14 dioram, 260 okazów ssaków, 200 ptaków oraz 100 ryb, gadów i płazów. Znajdowało się wśród nich kilka większych eksponatów, jak mierząca 4,5 m wysokości wypchana żyrafa oraz łódź o długości 22,5 m i masie 3,5 tony. Zostały one przekazane tymczasowo do innych instytucji, jako część Pop-up Museum.

## Zbiory i działalność naukowa
Jeszcze przed 1960 w muzeum zgromadzono blisko ćwierć miliona eksponatów, 600 tys. fotografii oraz 60 filmów, co uczyniło je swego czasu jednym z bogatszych w zbiory muzeów w świecie państw kolonialnych. Eksponaty będące podwalinami dla zbiorów pozyskiwali żołnierze, misjonarze, zarządcy kolonii, kupcy i naukowcy. W 2016 samych eksponatów biologicznych było w muzeum około 10 milionów – około 6 mln egzemplarzy owadów, 1 mln ryb, 500 tys. motyli i ciem, 300 tys. pająków, 200 tys. płazów, 150 tys. związanych z ptakami, 120 tys. ze ssakami, 17 tys. z wężami oraz 67 tys. próbek drewna. Tego samego roku muzeum mogło poszczycić się blisko 200 tys. próbek, 40 tys. zdjęć z powietrza, 20 tys. map, 18 tys. okazów paleontologicznych oraz 17 tys. mineralogicznych. W 2014 roku rozpoczęto digitalizację zbiorów. Do 2016 zdigitalizowano 20 tys. okazów etnograficznych. Według danych z początku 2018 muzeum jest również w posiadaniu 8 tys. instrumentów muzycznych, 4 tys. dzieł sztuki oraz łącznie 2 km archiwów (w tym jest około 10 tys. listów i 88 pamiętników). Większość zbiorów znajduje się w magazynach. Niektóre z eksponatów pełnią ważną rolę zachowawczą, muzeum dysponuje między innymi starymi nagraniami rwandyjskiej muzyki. Od 1952 zbierane są także próbki galeny z północnego Konga. Większość zbiorów pochodzi z Demokratycznej Republiki Konga, inne z Rwandy i Burundi.

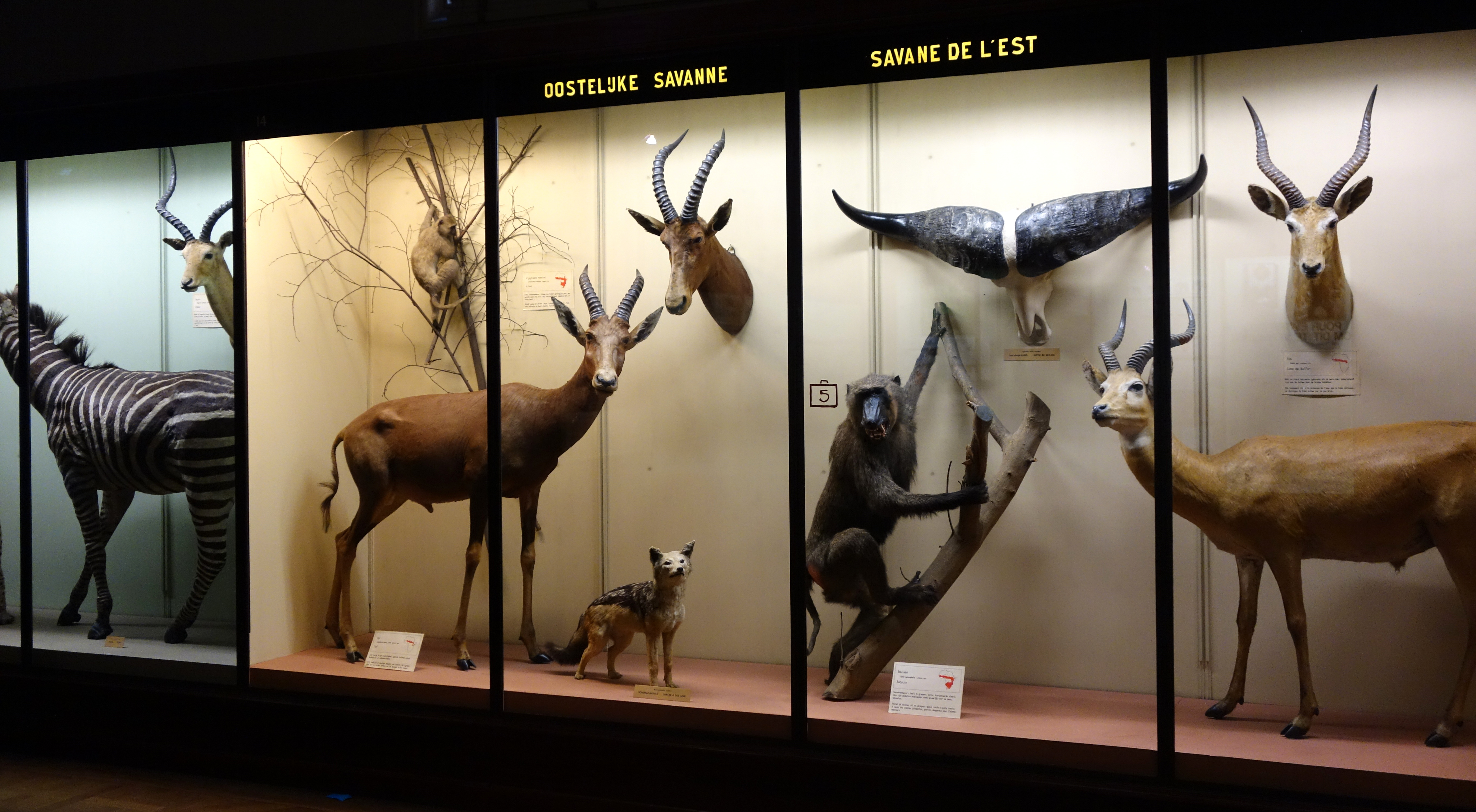
Ekspozycja Sawanna Wschodu

Wśród zoologicznych okazów są również holotypy – w 2008 było to 26 615 holotypów owadów, 532 holotypów ryb, 226 holotypów ptaków, 104 holotypy gadów, 81 płazów i 36 ssaków. Większość informacji o zbiorach zapewnia samo muzeum.
W 2010 muzeum zatrudniało 309 pracowników, w 2016 liczba ta spadła do 249. W 2016 dla muzeum pracowało 115 naukowców. W 2016 w muzeum funkcjonowały 4 wydziały: Wydział Antropologii Kulturowej i Historii (3 sekcje), Wydział Biologii (4 sekcje) oraz Wydział Nauk o Ziemi (3 sekcje). Królewskie Muzeum Afryki Środkowej wydaje także publikacje naukowe; w marcu 2018 baza danych zwróciła 4970 rekordów. Począwszy od 2002, corocznie wydawane są raporty z działalności Muzeum, dostępne nieodpłatnie on-line. Królewskie Muzeum Afryki Środkowej współpracuje również z afrykańskimi placówkami w zakresie ochrony (np. poprzez prowadzenie dokumentacji o zagrożonych gatunkach, jak paw kongijski, Afropavo congensis), rozwój wiedzy o znaczeniu przyrody dla człowieka oraz działania edukacyjne. Ma również wkład w rozwój internetowych baz danych dotyczących taksonomii, jak FishBase.